# Aspei
Aspei ist eine Gruppe von Künstlern, Literaten und Kulturwissenschaftlern aus Bochum, die seit Anfang der 1980er Jahre im internationalen Kunst- und Kulturaustausch tätig ist. Für den bildnerischen Bereich ist die russische Tradition des Suprematismus und Konstruktivismus die entscheidende Inspirationsquelle, wobei in den künstlerischen Aktionen und den Performances alternative ästhetische Formen der Kommunikation angestrebt werden. Literarisch orientiert sich Aspei an der experimentellen Poesie in der Tradition von Dadaismus, Expressionismus und Zaúm-Dichtung.
Neben Katalogen zu Kunst- und Buchausstellungen hat Aspei auch Künstlerbücher veröffentlicht mit Arbeiten von Eduard Steinberg, Wladimir Jankilewskij, Wladimir Nemuchin, Francisco Infante und Andrej Monastyrskij. Ferner wurden Werke von russischen Dichtern übersetzt und publiziert, z. B. von Wsewolod Nekrassow, Dmitri Prigow, Lew Rubinstein, Vilen Barsky. In Sankt Petersburg besteht eine Kooperation mit den Künstlern Olga und Alexander Florenskij, Wassilij Golubew, Jewgenij Jufit u. a. Die Aspei-Publikationen und bildnerische Arbeiten der Aspei-Gruppe wurden zusammen mit Originalwerken osteuropäischer Künstler nach dem Ende der Sowjetunion nicht nur in Deutschland (Offenbach (1999 und 2014/15), Bochum (2000), Bielefeld (2006)) ausgestellt, sondern auch als Beispiel eines lebendigen Kultur-Dialogs in Kaliningrad (2003), Sankt Petersburg (2008), Tiflis (2014) und Odessa (2018).

## Ausstellungen
- aspei – Literatur & Kunst zwischen Ost und West, Klingspor-Museum, Offenbach am Main, 1999
- aspei – Literatur und Kunst zwischen Ost und West, Ev. Fachhochschule Bochum, 2000
- aspei – Literatur und Kunst zwischen Ost und West, Kaliningrader Kunstgalerie, 2003
- Auguste Bloch, Klingspor-Museum, Offenbach am Main, 2004
- Russische Souvenirs, Zentrum für interdisziplinäre Forschung, Bielefeld, 2006
- aspei – transmental, Anna-Achmatowa-Museum, Sankt Petersburg 2008
- Schrift, Giorgi Leonidze Literaturmuseum, Tiflis, 2014
- Polylog, Museum für zeitgenössische Kunst, Odessa, 2018[2][3]